# Liste der Wappen in München
Die Liste der Wappen in München zeigt die Wappen der bayerischen Landeshauptstadt München auf kommunaler und auf Ebene der Stadtteile.

## Landeshauptstadt München
Die derzeit verwendeten Wappen der Landeshauptstadt München (kleines und großes Wappen) wurden von Eduard Ege entworfen und durch den Münchner Stadtrat am 17. Dezember 1957 beschlossen.
Rechtsgrundlage für die beiden Wappen bildet die Satzung der Landeshauptstadt München über die Verwendung des Stadtwappens (Kurztitel: Stadtwappensatzung, Abkürzung: STWS) vom 2. Dezember 2002, die der Münchner Stadtrat am 27. November 2002 beschlossen hat. Die Bekanntmachung der Satzung erfolgte am 20. Dezember 2002.
Das große Wappen (Vollwappen) wird ausschließlich für repräsentative Zwecke verwendet (§ 5 Absatz 1 der Stadtwappensatzung), somit findet grundsätzlich das kleine Wappen Anwendung.
| Wappen                                      | Art                        | Amtliche Blasonierung | Beschreibung |
| ------------------------------------------- | -------------------------- | --- | --- |
| Kleines Wappen der Landeshauptstadt München | Kleines Wappen             | Auf silbernem Schild-Grund der Mönch mit schwarzer, goldumränderter Kutte, Eidbuch und Schuhe rot, Gesicht und Hände fleischfarben. | In Silber ein rot beschuhter Mönch mit schwarzer, goldumränderter Kutte und übergezogener Kapuze, mit segnender rechter Hand, in der linken Hand ein rotes Evangelienbuch                                                                           |
| Großes Wappen der Landeshauptstadt München  | Großes Wappen (Vollwappen) | Auf silbernem Grund ziegelfarbenes geöffnetes Stadtmauertor. Die Dächer der Tortürme goldschwarz gebändert. Zwischen den Turmdächern gelber, rot bewehrter, nach rechts gerichteter, wachsender gekrönter Löwe. Im Tor stehend Mönch mit schwarzer, goldgeränderter Kutte, fleischfarbenem Gesicht, braunem Haar, roten Schnabelschuhen, in der linken Hand rotes Eidbuch haltend, rechte Hand mit ausgestreckten drei Schwurfingern. | In Silber ein offenes rotes Stadttor zwischen zwei roten Zinnentürmen mit von Schwarz und Gold mehrfach zickzackartig gebänderten Dächern; oben ein wachsender, golden gekrönter und bewehrter goldener Löwe; im Tor der Mönch des kleinen Wappens. |

## Ehemalige Gemeinden mit eigenem Wappen
| Wappen                                      | Ort                   | Entwurf                                          | Beschluss                                                                                        | Genehmigung                                                                     | Beschreibung |
| ------------------------------------------- | --------------------- | ------------------------------------------------ | ------------------------------------------------------------------------------------------------ | ------------------------------------------------------------------------------- | --- |
| Wappen der ehemaligen Vorstadt Au           | Vorstadt Au           |                                                  |                                                                                                  | Verleihung durch das kgl. bayr. Landes-Commissariat von Bayern am 25. Juli 1808 | In Blau auf grünen Dreiberg drei silberne Lilien mit grünem Stiel und Blättern (Das Wappen steht für das zur Au gehörige Kloster Lilienberg)                                    |
| Wappen der ehemaligen Gemeinde Aubing       | Gemeinde Aubing       | Otto Hupp                                        |                                                                                                  | Ministerium des Inneren am 23. Februar 1933                                     | Drei grüne Blätter auf Silbergrund (Wappen einer ortsansässigen Adelsfamilie aus dem 12. bis 14. Jahrhundert, an der Urkunde eines Hartmann von Aubing vom 1. Mai 1334 hängend) |
| Wappen der ehemaligen Gemeinde Feldmoching  | Gemeinde Feldmoching  | Otto Hupp und Geheimrat Franz Xaver Glasschröder |                                                                                                  | Ministerium des Inneren am 30. April 1927                                       | Im blauen Feld ein silberner Linksschrägbalken mit einem schwarzen Pfluge belegt.                                                                                               |
| Wappen der ehemaligen Stadt Milbertshofen   | Stadt Milbertshofen   | Bürgermeister A. Kurz und Otto Hupp              | Magistrat und Kollegium der Gemeindebevollmächtigten der Stadt Milbertshofen am 16. Februar 1911 | nicht erfolgt wegen der Eingemeindung Milbertshofens am 1. April 1913           | In Grün eine eintürmige weiße Kirche, stehend in einer Ringmauer |
| Wappen der ehemaligen Gemeinde Obermenzing  | Gemeinde Obermenzing  | Lorenz Rheude                                    | Gemeinderat am 26. April 1922                                                                    | Ministerium des Inneren am 22. September 1922                                   | In silbernen Schild auf grünen Grunde ein rotes Schloss mit zwei sich verjüngenden Flankentürmen.                                                                               |
| Wappen der ehemaligen Stadt Pasing          | Stadt Pasing          | Otto Hupp                                        | Stadtmagistrat Pasing am 1. April 1908                                                           | Ministerium des Inneren am 20. Juli 1908                                        | In Rot ein silberner Zinnenturm auf einer grünen, von einem silbernen Fluss umfluteten Insel.                                                                                   |
| Wappen der ehemaligen Stadt Schwabing       | Stadt Schwabing       | Ernst von Destouches                             | Gemeindeverwaltung am 2. Juni 1886                                                               | Prinzregent Luitpold am 29. Dezember 1886                                       | Im blauen oder azurfarbenen Schild zwölf goldene Ähren, deren Halme von einem silbernen zu einer Schleife verschlungenen Bande zusammengehalten werden                          |
| Wappen der ehemaligen Gemeinde Untermenzing | Gemeinde Untermenzing | Otto Hupp                                        | Gemeinderat am 30. Mai 1934                                                                      | Ministerium des Inneren am 1. Dezember 1934                                     | Geteilter Schild, obere Hälfte dreifaches Schach in Rot und Silber, untere Hälfte ein schwarzes unterschlächtiges halbes Mühlenrad auf Gold                                     |